# Cratere Ahava
Ahava  è un cratere sulla superficie di Venere.